# 写真新世紀
写真新世紀（しゃしんしんせいき）は、キヤノン主催による写真のコンテスト。
写真の現在に注目し、写真表現の新たな可能性に挑戦する新人写真家の発掘・育成・支援を目的とした公募コンテストとして1991年設立された。
グランプリ受賞者には野口里佳、HIROMIXなど、また優秀賞には蜷川実花、佐内正史、オノデラユキ、澤田知子などがおり、若手実力派の写真家の登竜門になっている。ひとつぼ展と並ぶ、二大写真家登竜門の一つ。

## 受賞者・受賞作一覧
- 第1回(1992年度)
  - 木下伊織
    - (優秀賞) 岩崎昌弥 小川嘉朗 奥谷佳子 オノデラユキ 今義典 清水麻弥 辰本まこと 千葉鉄也 ノニータ 野村浩 山本美奈
- 第2回(1993年度)
  - 市川綾子
    - (優秀賞) 遠藤年勇 大橋仁 金城民子 河野安志 高橋ジュンコ 土井弘介 中山英輔 西光一 野村浩 宮本知保 茂木綾子
- 第3回(1994年度)
  - 熊谷聖司
    - (優秀賞) 大森克己 小倉英三郎 金子亜矢子 白土恭子 ジャン＝クロード・ベレグー リン・デルピエール
- 第4回(1995年度)
  - HIROMIX
    - (優秀賞) A・R・T Puff 坂本浩 佐内正史 柴原三貴子 野沢文子 パトリシア・ガバス 本田かな
- 第5回(1996年度)
  - 野口里佳
    - (優秀賞) 加藤直司 菅野純 黒瀬英文 蜷川実花 早船ケン 吉田優 ロス・バン・ホーン
- 第6回(1997年度)
  - 矢島慎一
    - (優秀賞) 伊藤トオル ヴァレリー・ブラン 慶 高城典子 山本香 山本耕司
- 第7回(1998年度)
  - 柏亜矢子
    - (優秀賞) 池田宏彦 岩崎マミ 黒瀬康之 佐藤純子 ヴェロニック・ジリア 藤原江理奈 守田衣利
- 第8回(1999年度)
  - 安村崇
    - (優秀賞) 伊賀美和子 遠藤礼奈 岡部桃 田邉晴子 長尾智子 矢ヶ崎祐子 吉田優
- 第9回(2000年度)
  - 中村ハルコ
    - (優秀賞) 佐藤篤 佐野方美 澤田知子 鈴木良 谷口正典 中村年宏 山田大輔
- 第10回(2001年度)
  - なし
    - (優秀賞) 今井紀彰 佐伯慎亮 新沢もも たけむら千夏 中谷理子 中西博之 西郡友典 吉岡佐和子
- 第11回(2002年度)
  - 吉岡佐和子
    - (優秀賞) 岡本英理 鍛冶谷直記 SABA(高橋宗正 中島弘至) ヨシダミナコ 吉本尚義
- 第12回(2003年度)
  - 内原恭彦
    - (優秀賞) 植本一子 加藤純平 藤田裕美子 法福兵吾 ヤマダシュウヘイ
- 第13回(2004年度)
  - (準グランプリ)川村素代 滝口史
    - (優秀賞) 大庭英亨 ふじいあゆみ 山下豊
- 第14回(2005年度)
  - 小澤亜希子
    - (優秀賞) 新垣尚香 梶岡禄仙 とくたはじめ 西野壮平 林口哲也+松村 康平
- 第15回（2006年度）
  - 高木こずえ
    - (優秀賞)喜多村みか+渡邊有紀 清水朝子 Palla 辺口芳典 山田いずみ
- 第16回（2007年度）
  - (準グランプリ)黒澤めぐみ 詫間のり子 中島大輔
    - (優秀賞)青山裕企 中里伸也 田福敏史
- 第17回（2008年度）
  - 秦雅則
    - (優秀賞)保谷綾乃 元木みゆき 小山航平 岡部東京 菅井健也
- 第18回（2009年度）
  - クロダミサト
    - (優秀賞)Adam Hosmer 杉山正直 高橋ひとみ 安森信
- 第19回（2010年度）
  - 佐藤華連
    - (優秀賞)齋藤陽道 柴田寿美 高木考一 谷口育美
- 第20回（2011年度）
  - 赤鹿麻耶
    - (優秀賞)奥山由之 木藤公紀 パトリック・ツァイ 山田真梨子
- 第21回（2012年度）
  - 原田要介
    - (優秀賞)柿田真吾 吉楽洋平 長谷波ロビン 浜中悠樹
- 第22回（2013年度）
  - 鈴木育郎
    - (優秀賞)安藤すみれ 海老原祥子 水野真 藪口雄也
- 第23回（2014年度）
  - 須藤絢乃
    - (優秀賞)南阿沙美 草野庸子 山崎雄策 森本洋輔
- 第25回（2016年度）
  - 金サジ
    - (優秀賞)河井菜摘 金玄錫 櫻胃園子 高島空太 松井祐生 松浦拓也

## 佳作受賞者一覧
- 第12回（2003年度）27名
  - 野中元 笠木絵津子 松岡敦飛 高橋紘一 nielestadt 小賀康子 藤本久美子 梶岡禄山 斎藤祐也 吉村順平 牧野佳奈子 菊池麻美 外山圭一 西宮大策 ふじいあゆみ 鈴木信彦 エリック 鈴木晋 菅井健也 菊池明子 五十嵐哲 矢野隆 樋上朋子 田口和奈 神林優 進藤典子 市川和子
- 第13回（2004年度）26組28名
  - SLOWMEDIA（日高仁、亀井寛之、谷田稔明） 会田法行 小野口健太 川村麻純 菊池麻美 大川貴之 伊藤菜衣子 森光亜紗子 小澤亜希子 伊丹豪 徳増憲太郎 天野憲一 在本彌生 清中愛子 真治一樹 荒井直 真理 佐々木加奈子 沼田達夫 村上慶 中込コイチ 林典之 梅村昌哉 斎藤寛 本多元 本城直季
- 第14回（2005年度）26名
  - 阿部薫子 池田マサヒデ 岡正也 角元総一郎 川西真寿実 川原千賀子 神崎陽子 北井健司 倉持りえ 黒岩正和 菅井健也 鈴木心 高橋勝一 瀧口大生助 田福敏史 中田寛也 中田柾志 永津広空 楢侑子 濱上英翔 松本弥寸嗣 本橋昇 森岡友樹 山本彩乃 梁丞佑 渡辺一城
- 第15回（2006年度）28組29名
  - 伊原木美香 大盛武彦 鈴木芳果 中村木綿子 山元彩香 宇津裕美子 川鍋友美子 中里 伸也 野田若葉 柳本奈都子 芦田陽介 荒井英一 サトウヒトミ 谷口浩 塚崎智晴 相摸智之 瀧口大生助 冨山太一 永津広空 山田学 荒井七枝 + 加瀬健太郎 岩國雅弘 M風 神保乃里子 藤井昌美 Amirider 鈴木健司 斉藤康晴
- 第16回（2007年度）27名
  - 岡部桃 佐藤裕之 助田徹臣 中田柾志 山口理一 魚本勝之 鍵岡龍介 田村俊介 武壮隆志 梁丞佑 金田なお子 武田陽介 谷直恵 西澤諭志 藤田常人 伊藤正博 エグチマサル ArnelJavier 南口健一 藤田愛子 安達英莉 坂本陽 松本英明 吉谷慶太 大滝功一朗 栗山昌之 比良間さゆり
- 第17回（2008年度）28組30名
  - 青木孝夫 エグチマサル 阪本円 まいまいこ 真央+梁丞佑 上平孝美 夢一平 関本幸治 西澤諭志 Marcin Pajdosz+Marcin Morawicki 内田直希 齋藤圭芸 田口真人 菱田雄介 メタ佐藤 武田陽介 竹之内祐幸 土手茉莉 薮崎好正 岡本直人 前野友彦 横田大輔 吉田祥平 渡邊聖子 飯山満 佐藤航嗣 柳本奈都子山内悠
- 第18回（2009年度）17名
  - いくしゅん 池田衆 岩瀬菜美 大川正太 キリコ 斎藤陽道 杉本智美 澄(堀之内毅) セサミスペース 田尾昭典 竹内寿恵 竹原優 土田祐介 土手茉莉 長谷川治 武田陽介 竹之内祐幸 土手茉莉 長谷川治胤 矢吹健巳 吉沢龍矢
- 第19回（2010年度）20名
  - 稲口俊太 澄毅 菱田雄介 松井一泰 赤石隆明 木築憲一 五月女久美子 佐藤航嗣 牛久保賢二 菊池飛鳥 こまつのりまさ 西村美和 上山まい 内倉真一郎 刑部信人 関本幸治 草彅裕 小澄源太 gsex 夏野葉月
- 第20回（2011年度）20名
  - 内倉真一郎 小山田邦哉 高橋マナミ 山本渉 阿部祐己 吉楽洋平 小竹徹 福士順平 菊池佳奈 木村りべか 坂口真理子 大和直之 いくしゅん 加納俊輔 鈴木淳 滝沢広 北川陽稔 熊田香南 中野美登樹 山縣賢大
- 第21回（2012年度）20名
  - 呉進一 鈴木紀博 長渡千佳 槇岡茉奈美 阿部祐己 鈴木直弥 蕭又滋 谷本恵 エリザベス宮地 木山恵莉 繁野公一 高木みゆ 石川竜一 黒瀬由佳梨 高島空太 村田卓也 荒木一真 五十嵐朋子 平岩毅雄 村上賀子
- 第22回（2013年度）19名
  - 前谷開 小林敏大 渡邊聖子 藤井宏樹 YOKNA PATOFA 内藤由樹 宇田川直寛 千葉広一 内倉真一郎 えなみりか 澤田実希 山崎雄策 鈴川洋平 西村尚己 姥貴章 北沢美樹 浅井孝秋 内田尚昌 保田敬介
- 第23回（2014年度）20名
- 佐藤順一郎 西村明展 真鍋直也 丸山太一 井上尚美 大田綾花 宮田若 宮本あずさ 石川翔 木村高一郎 中島由佳 野坂茉莉絵 小關諒人 松本明 見元大祐 麥生田兵吾 大口勝弘 菊池一彦 田村優佳 山内浩
- 第25回（2016年度）14名
  - 安斎利洋 伊藤和臣 大塚広幸 岡本健太 数井佐弥子 菅野咲子 小林萌寧 スナックその 成田貴亨 野崎悠 藤澤洸平 ベンヤミン・ブライトコプフ 牧ヒデアキ 宮本博史
- 第26回（2017年度）11名
  - 大塚敬太 賀来庭辰 金仙永 黄煌智 鈴川洋平 野口舞 松本明 宮下五郎 山本浩平 湯本浩貴 王華

## レギュラー審査員
- 荒木経惟
- 飯沢耕太郎
- 南條史生
- 森山大道（ゲスト審査員として参加後、2002年よりレギュラー審査員）

## ゲスト審査員
- ロバート・フランク、坂田栄一郎（1994年度）
- ジャン＝クロード・ルマニー、浅葉克巳（1995年度）
- 伊島薫、椎名誠（1996年度）
- カシン・リー、森山大道（1997年度）
- ベルナール・フォコン、ホンマタカシ（1998年度）
- サラ・ムーン、長野重一（1999年度）
- 横尾忠則、倉石伸乃、ジル・モル（2000年度）
- 木村恒久、都築響一（2001年度）
- マルク・リブー、東松照明（2002年度）
- マーティン・パー、鈴木理策（2003年度）
- ケビン・ウエステンバーグ、やなぎみわ（2004年度）
- ウィリアム・エグルストン、蜷川実花（2005年度）
- ボリス・ミハイロフ、日比野克彦（2006年度）
- 榎本了壱、具本昌（2007年度）
- 大森克己、野口里佳（2008年度）
- 蜷川実花（2009年度）
- 椹木野衣、清水穣、HIROMIX（2012年度）